# День хангыля

Часть указа короля Седжона о введении корейского алфавита. Выполнен корейским письмом и иероглифами

День хангы́ля (в Южной Корее 한글날, хангыллаль, в КНДР 조선글날, чосонгыллаль) — отмечаемый в Корее праздник корейского письма хангыль. Хангыль был введён в употребление осенью 1446 года указом короля Седжона.
Отмечается 9 октября в Южной Корее (дата опубликования указа Седжона) и 15 января в Северной (предполагаемая дата создания окончательной версии алфавита).
До 1991 года День хангыля был выходным днём в Южной Корее, но под давлением крупнейших работодателей день стал рабочим, хотя торжества по-прежнему проходят.
День хангыля отмечают некоторые филологи и лингвисты за пределами Кореи — как дань уважения создателям одного из алфавитов мира. Считается, что хангыль очень хорошо подходит для фонологического строя корейского языка.